# 宇野満寿美
宇野 満寿美（うの ますみ、1932年 - ）は、水彩画家、日本美術家連盟会員。
第12回水彩連盟展資生堂賞（1952年）、H.A.C.特別顧問芸術賞、H.A.C.名誉理事長芸術大賞、ウィーン芸術文化交響賞を受賞。

## 主な作品
- 「霜日」
- 「日常のドラマ」
- 「八月の病葉」

## 主な著作
- 『狐三昧』（2004年、美研インターナショナル）ISBN 4434052470
- 『UNO―絆』（2008年、美研インターナショナル）ISBN 9784434120879